# Kungsgatan, Jönköping
Kungsgatan, ursprungligen Norra Esplanaden,  är en gata som avskiljer Väster och Söder i Jönköping. Den är en av de två genomförda esplanader på Väster, som lades in i stadsplanen från 1877 för att förbättra brandskyddet i staden. Den andra var parallellgatan Drottninggatan tre kvarter söderut, och i östra delen av staden lades också Kilallén ut som en brandgata vid denna tid. Bakgrunden var lagtext, som tvingade de eldfängda städerna med sina trähusbebyggelser att anlägga boulevarder av paristyp.
Kungsgatan går mellan Munksjöleden samt Munksjörondellen i öster och Juneleden samt Åsenvägen i väster och är omkring 900 meter lång. Kungsgatan är idag en stadens största genomfartsleder.

## Byggnader och anläggningar utmed Kungsgatan
- Högskolan i Jönköping
- Jönköpings Mekaniska Werkstad
- Jönköpings läns centrallasarett

## Bildgalleri

Visning
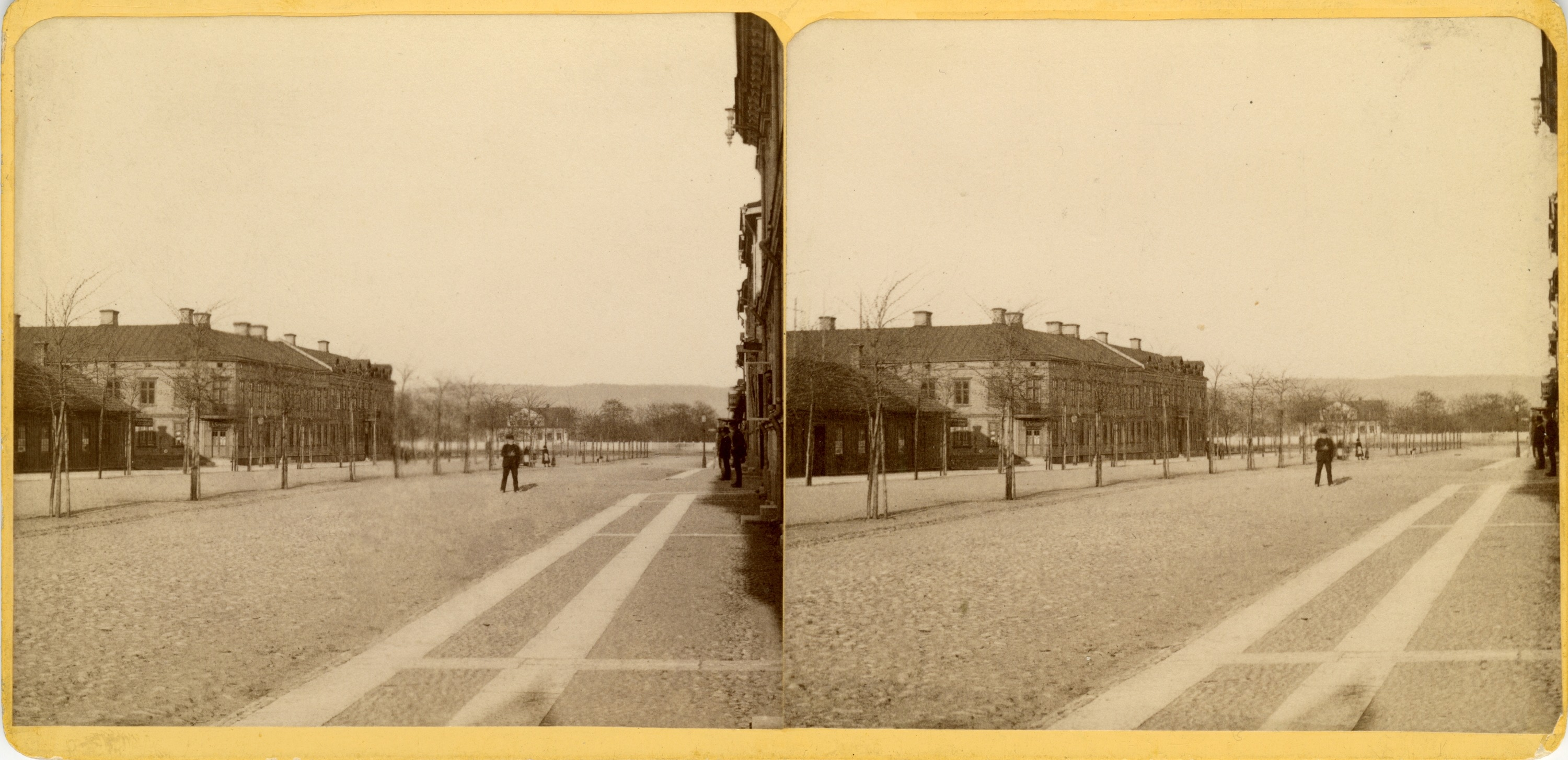
Kungsgatan västerut, troligen 1870-talet. I bakgrunden skymtar Stora Limugnen.
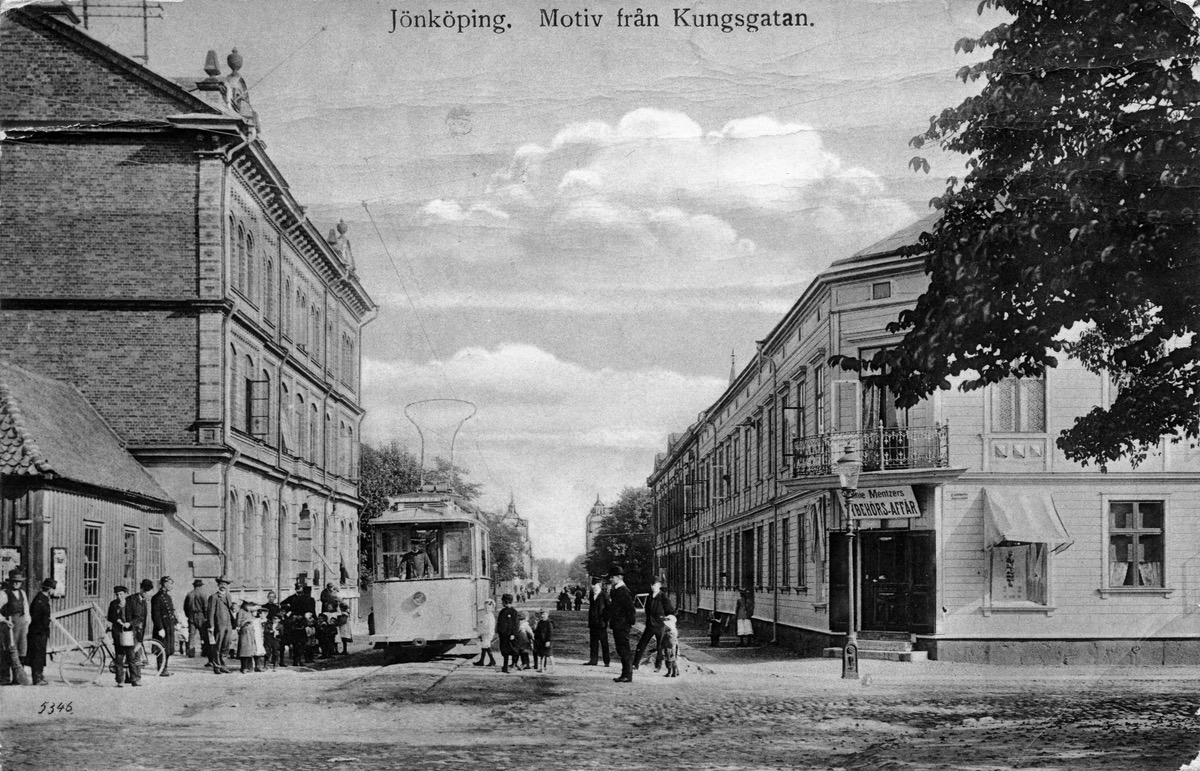
Hörnet Kungsgatan/Klostergatan med spårvagn på räda linjen vid dåvarande ändhållplats Kungsgatan